# Yvonne Chollet
Pour les articles homonymes, voir Chollet.
Yvonne Chollet, née Germaine Yvonne Gay, le 11 mars 1897 à La Péruse (Charente) et morte le 23 février 1945 au camp de Ravensbrück à Fürstenberg/Havel en Allemagne, est une institutrice et résistante française.

## Biographie
Germaine Yvonne Gay nait à La Péruse, en Charente, le 11 mars 1897. Elle est la fille de Marius Jean Gay, instituteur, et de Léonie Léonard. Le 5 août 1920, elle épouse à Saint-Christophe, Sosthène Chollet.
Politiquement engagée depuis 1936, Yvonne Chollet s'engage dans la résistance, sans en informer sa famille, durant l'occupation allemande.
Institutrice à l'école de filles du groupe scolaire Saint-Denis à Vendôme, elle est dénoncée et arrêtée le 6 mai 1943, dans sa classe par la gestapo d'Orléans, pour propagande anti-allemande et actions clandestines. Elle connaîtra les prisons de Blois, le jour même de son arrestation, et de Compiègne, avant d'être déportée le 30 janvier 1944 au camp de Ravensbrück en Allemagne où elle meurt le 23 février 1945. Deux autres résistantes de Vendôme, Marie-Louise Gaspard du groupe « Vendôme A » et Lucienne Hallouin, y mourront à la suite de l' « affaire des aviateurs américains ».
Elle aimait pratiquer le chant avec ses élèves vendômois et ses compagnons résistants. Elle ne cessa de marquer les esprits comme lorsque la veille de sa mort elle chanta « Le Chant du départ de Méhul »,.

## Hommages
- Son nom a été donné à l'une des écoles de Vendôme[4].
- Une plaque en sa mémoire a été installée dans les locaux de cette même école.
- Son portait fait partie du « parcours de mémoire » réalisé par la ville de Vendôme rendant hommage à ses résistants.

## Décorations
| Ruban                     | Décoration                               |
| ------------------------- | ---------------------------------------- |
| Médaille militaire        | Médaille militaire                       |
| Croix de guerre 1939-1945 | Croix de guerre 1939-1945 (avec 1 palme) |
| Médaille résistance       | Médaille de la Résistance française      |